# La Fête du feu
Pour plus de détails, voir Fiche technique et Distribution.
La Fête du feu (en persan : چهارشنبه سوری, Chaharshanbe Suri) est un film iranien d’Asghar Farhadi, sorti en 2006.

## Synopsis
Durant toute la journée et la soirée du mardi, (Chaharshanbeh suri) précédant le dernier mercredi de l’année du calendrier iranien, Fahradi décrit la vie des locataires d'un grand immeuble et celle d’une jeune femme de ménage, Rouhi, fraîchement fiancée et envoyée par une agence privée dans l'appartement d'un couple en crise, pour le dernier nettoyage traditionnel avant l’arrivée du Nouvel An (Norouz, le 21 mars selon le calendrier iranien). La femme, Mojdeh, est convaincue que son mari, Morteza, entretient une liaison avec une coiffeuse divorcée, Simin, qui habite et travaille dans l'appartement voisin. Cette crise conjugale compromet le voyage que le couple a prévu de faire le lendemain pour Dubaï et trouble également la vie de la jeune femme de ménage et sa vision du couple et du mariage.
Au long de cette journée mouvementée, pleine de tensions, de rebondissements et de crispations, Rouhi est amenée par les événements et les décisions des unes et des autres à s'immiscer dans la vie du couple et à faire la connaissance de Simin. A la demande de Mojdeh partie espionner son mari, Rouhi va récupérer Amir-Ali, leur fils, à l'école et assiste à son retour à une nouvelle dispute du couple. Pour ramener le calme et éviter que Mojdeh aille se réfugier chez sa soeur, Rouhi ment : si la voisine, Simine, connaît l'horaire de départ en vacances du couple, c'est parce qu'elle a dû réceptionner les billets « puisque votre sonnette à la porte ne fonctionnait pas» et pas parce que le mari lui en aurait parlé, comme Mojdeh le croit. Rouhi ment, car elle croit l'épouse hystérique et le mari fidèle, qu'elle trouve la coiffeuse charmante et sympathique — ce qu'elle est — et qu'elle a pitié de l'enfant. Ce mensonge ayant apaisé la tension, le père emmène son fils et Rouhi assister à la fête et aux feux d'artifice en ville. Mais il s'éclipse un moment, prétextant des courses, et laisse l'enfant à la garde de Rouhi dans un parc public pour retrouver Simin dans sa voiture, à l'écart. Celle-ci lui annonce leur séparation définitive. Dans la soirée, durant le retour en auto, avec les effluves de parfum flottant dans l'habitacle et à la vue d'un briquet laissé en souvenir par Simin à Morteza, Rouhi comprend que les soupçons de l'épouse étaient fondés. Montée à l'appartement, elle s'apprête à le dire à l'épouse mais l'arrivée du mari l'en retient.
À la fin de la journée, seul Amir-Ali s'est amusé avec les pétards, les feux d'artifice et la fête dans Téhéran. La tristesse, le doute et le silence accablent ses parents. La jeune Rouhi, retrouvant son fiancé, a hâte d'oublier ce troublant pan de vie intime découvert par effraction.

## Fiche technique
- Titre original : چهارشنبه سوری, Chaharshanbe Suri
- Titre anglais : Fireworks Wednesday
- Titre français : La Fête du feu
- Réalisation : Asghar Farhadi
- Scénario : Asghar Farhadi, Mani Haghighi
- Sortie en salle :
  - 2006
  - en France : 26 décembre 2007[1]
  - Deuxième sortie en France le 6 juillet 2011[2]
- Pays :  Iran
- Durée : 102 minutes
- Langue : persan

## Distribution
- Taraneh Alidoosti : Rouhi, jeune femme de ménage à la veille de son mariage
- Hamid Farrokhnejad : Morteza, publicitaire
- Hedieh Tehrani : Mojdeh, la femme de Morteza
- Pantea Bahram : Simin, la voisine de Morteza et de Mojdeh, coiffeuse à son domicile
- Matin Heydarnia : Amir-Ali, le fils de Morteza et de Mojdeh
- Houman Seyyedi : Abdol-Reza, le fiancé de Rouhi, à moto
- Sahar Dolatshahi :  Sahar Dolatshahi, la sœur de Mojdeh
- Hassan Tasiri : l'ex-mari de Simin
- Ebrahim Javadi : le vitrier
- Forough Ghojabeyglou : la femme du concierge
- Mehran Mahram
- Behshad Sharifian

## Récompenses
- 2006 : Meilleur Scénario au Festival des 3 Continents de Nantes
- 2006 : Gold Hugo du meilleur film au Festival international de Chicago